# 1083
سنة 1083 كانت سنة بسيطة تبدأ يوم الأحد (الرابط يظهر نموذج التقويم الكامل للسنة) من التقويم اليولياني.

## مواليد
- آنا كومنينا.
- القاضي عياض.
- فياتشيسلاف فلاديميروفيتش.

## وفيات
- سنجونغ ملك غوريو.
- منجونغ ملك غوريو.
- ماتيلدا من فلاندرز.